# دائرة المرسى
دائرة المرسى إحدى دوائر ولاية الشلف عاصمتها المرسى. وتضم كل من بلديات المرسى – مصدق.